# Oyster Bay (Alabama)
Oyster Bay es una comunidad no incorporada en el condado de Baldwin, Alabama, Estados Unidos. Oyster Bay se encuentra en la desembocadura del río Bon Secour en la bahía de Bon Secour, a 3,4 millas (5,5 km) al oeste de Gulf Shores. La Casa Nicholson, que figura en el Registro Nacional de Lugares Históricos, se encuentra en Oyster Bay.